# Валуево (посёлок, Москва)
Валу́ево — посёлок в Новомосковском административном округе Москвы (до 1 июля 2012 года был в составе Ленинского района Московской области). Входит в состав Филимонковского района.
В посёлке Валуево расположена усадьба «Валуево», на территории которой ныне расположен клинический санаторий «Валуево».

## География
Посёлок Валуево стоит на реке Ликове, протекающей в глубокой и широкой долине, находящейся на Теплостанской возвышенности, вблизи её южного края. В 30 километрах от центра Москвы и 10 км от МКАД.

## История

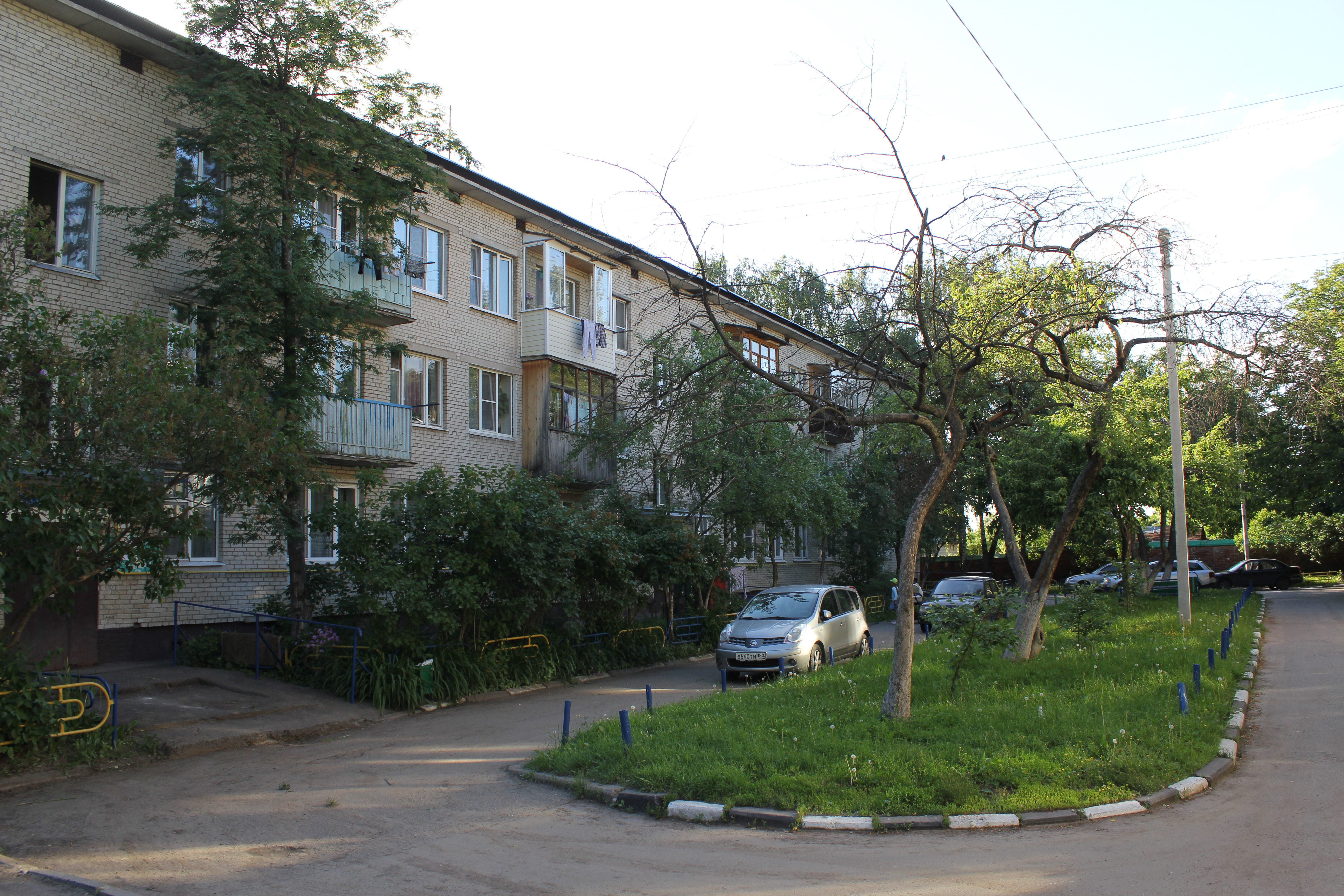
Улица в Валуево

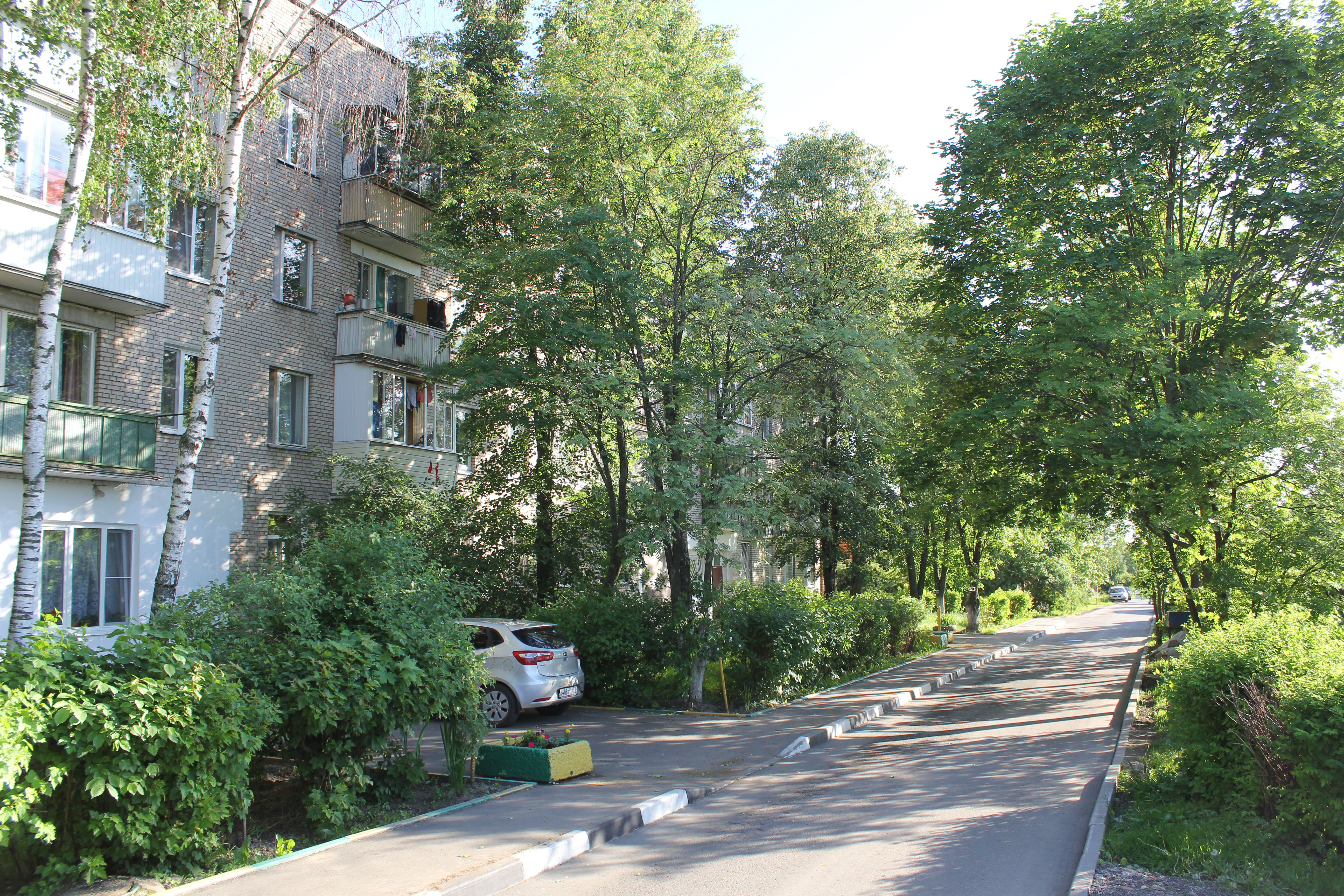
Улица в Валуево

Первое упоминание о Валуеве как о вотчине бояр Валуевых относится к XIV веку, но впервые это название официально укрепилось за селом в 1861 году, при отмене крепостного права. До этого же село называлось и упоминалось во всех межевых и крепостных актах как: Настасьево, Покровское, Настасьино и Настасьино-Покровское.
Начиная с XVI века и до 1917 года хозяева часто менялись. В посёлке находится хорошо сохранившаяся усадьба Алексея Ивановича Мусина-Пушкина, созданная в XVIII веке. В настоящее время на территории усадьбы находится санаторий.
С 1921 по 1937 гг. здесь находилась дача А. И. Рыкова — председателя СНК СССР в 1924—1930 гг.
В 1994—2006 годах — центр Филимонковского сельского округа. 1 июля 2012 года посёлок Валуево вошёл в состав Новомосковского административного округа Москвы.

## Проезд
- От метро «Саларьево» автобусами 420, 876/876 э до остановки «Валуево»
- Маршрутное такси № 894 от станции метро «Ясенево».